# Upon a Burning Body
Upon a Burning Body ist eine US-amerikanische Metalcore-Band aus San Antonio, Texas, die im Jahr 2005 gegründet wurde.

## Geschichte
Die Band wurde im Jahr 2005 gegründet. Im Jahr 2009 erreichte die Band einen Vertrag bei Sumerian Records, worüber 2010 das Debütalbum The World Is Ours erschien. Im Jahr 2011 spielte die Band unter anderem auf dem December to Remember Festival, an dem unter anderem auch We Came as Romans, Of Mice & Men und Winds of Plague teilnahmen. Das zweite Album Red. White. Green. erschien im März 2012, welches auf Platz 105 in die Billboard 200 einstieg. Im April ging die Band zusammen mit I, the Breather und Betraying the Martyrs auf Tournee durch die USA, im Mai ging die Band zusammen mit I See Stars und The Word Alive auf Europatournee. Festivalauftritte fanden im selben Monat in Großbritannien auf dem Slam Dunk Festival und dem Download-Festival statt. Im Oktober und November 2012 hielt die Gruppe zusammen mit As I Lay Dying, Trivium und Caliban in Deutschland und Österreich weitere Auftritte in Europa ab. 2013 hielt die Band ebenfalls Konzerte ab und ging im Oktober und November 2013 auf Tournee durch die USA, zusammen mit Attila, The Plot in You und Fit for a King. Im Februar und März 2014 nahm die Gruppe am Soundwave Festival teil. Das dritte Album The World Is My Enemy Now erschien Mitte des Jahres. Der Veröffentlichung ging eine Promo-Aktion voraus, bei der bei einem Facebook-Post verkündet wurde, dass Sänger Danny Leal vermisst werde und zuletzt am 30. Juni gesehen worden sei. Zuvor hatte Leal Tweets geschrieben, dass er Geräusche in seinem Haus hörte. Nachdem die Liedtexte zum Lied Red Razor Wrists veröffentlicht worden waren, stellte sich alles als Lüge heraus, was jedoch weder von Fans, noch vom Management positiv aufgefasst wurde.

## Stil
Laut Gregory Heaney von AllMusic spielt die Band Deathcore, der zum Moshen einlädt. Die Lieder würden „massive“ Riffs, Breakdowns und Chöre enthalten, die nach Hardcore Punk klingen würden. Laut Tobias Kreutzer von Metal.de spielt die Band auf The World Is My Enemy Deathcore, der gelegentlich Einflüsse aus Nu Metal und Southern Rock aufweist und nannte als Referenz-Bands Gruppen wie Whitechapel, Lamb of God und Hellyeah. Die Band sei nicht vergleichbar mit typischen Deathcore-Bands wie Emmure und weniger Death-Metal-lastig als Whitechapel.

## Diskografie
- 2005: Genocide (EP, Eigenveröffentlichung)
- 2010: The World Is Ours (Album, Sumerian Records)
- 2012: Red. White. Green. (Album, Sumerian Records)
- 2014: The World Is My Enemy Now (Album, Sumerian Records)
- 2016: Straight from the Barrio (Album, Sumerian Records)
- 2019: Southern Hostility (Album, Seek & Strike)